# Château de Montanaro
Pour les articles homonymes, voir Montanaro (homonymie).
Le château de Montanaro (en italien : Castello di Montanaro) est un ancien château-fort situé dans le commune de Montanaro dans le Canavais au Piémont en Italie.

## Histoire
Le château apparut pour la première fois dans un document du XIIIe siècle. En 1515, il fut endommagé par les troupes françaises. Pendant le XVIe siècle il fut converti en demeure par l'abbé commendataire de l'abbaye de Fruttuaria, le cardinal Bonifacio Ferrero.

## Galerie d'images

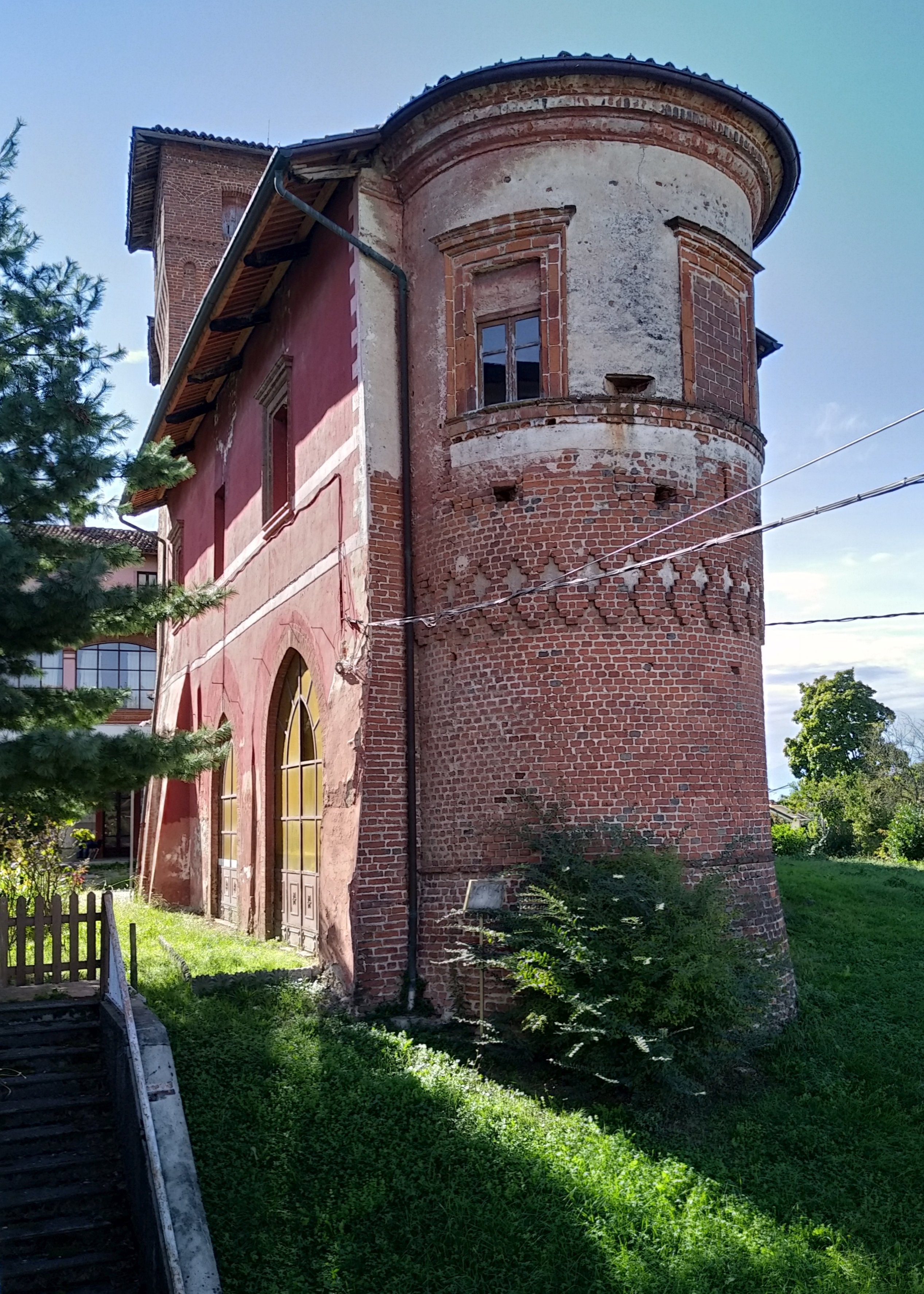
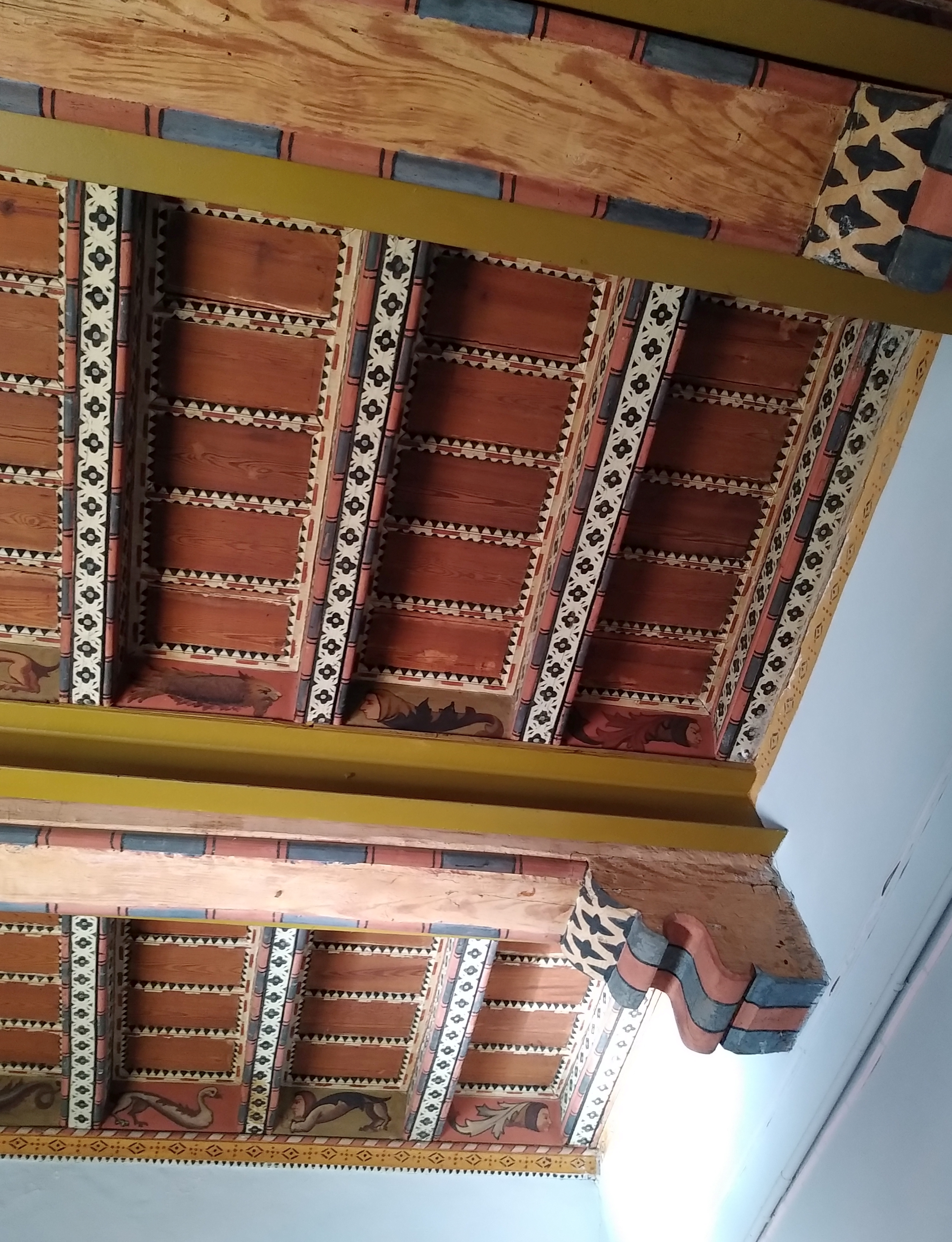
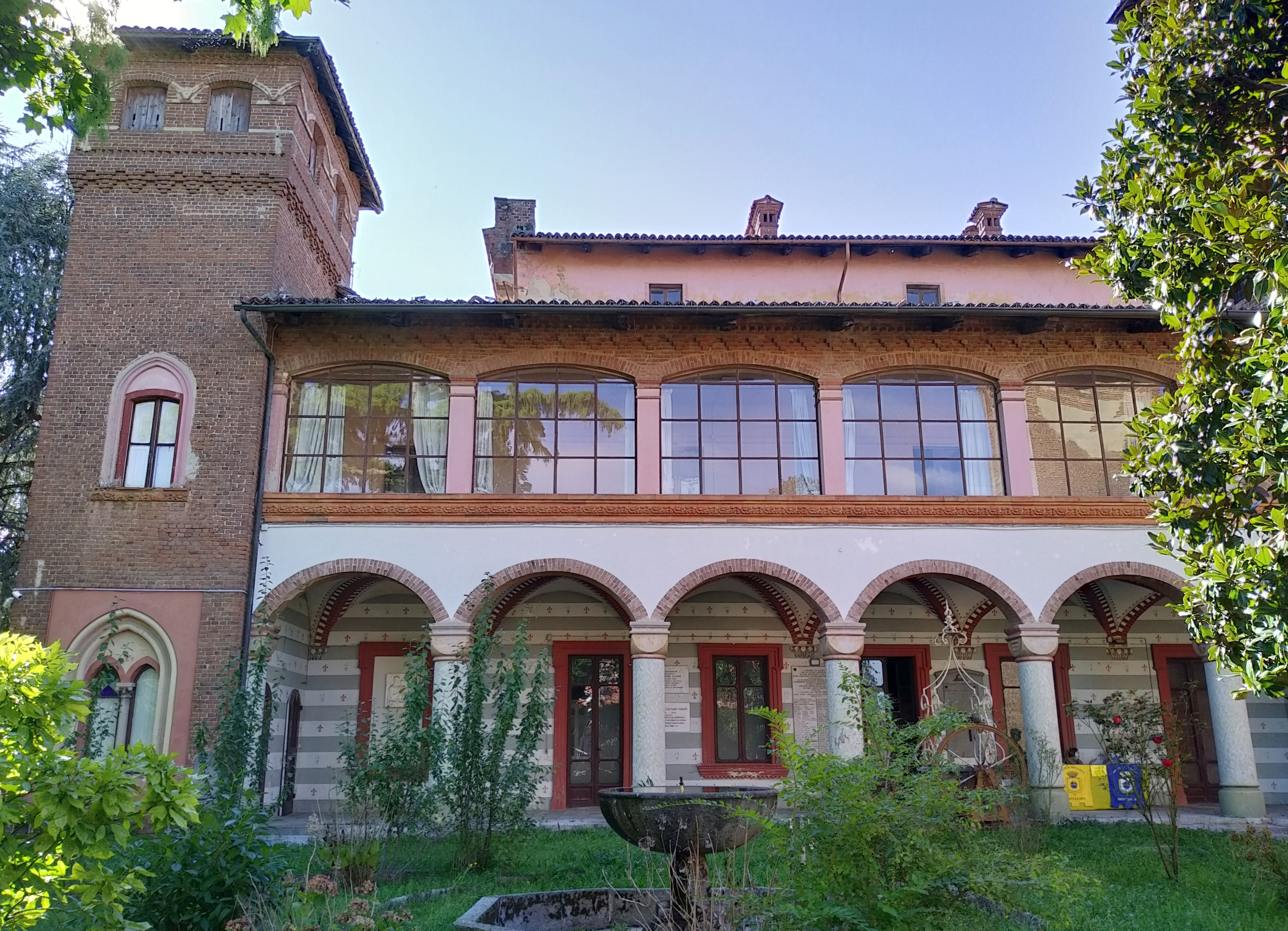

## Source
- (it) Cet article est partiellement ou en totalité issu de l’article de Wikipédia en italien intitulé « Castello di Montanaro » (voir la liste des auteurs).